# Mistrzostwa Świata w Lekkoatletyce 2011 – bieg na 10 000 m mężczyzn
Bieg na 10 000 m mężczyzn – jedna z konkurencji rozgrywanych podczas lekkoatletycznych mistrzostw świata na Daegu Stadium w Daegu.
Obrońcą tytułu mistrzowskiego z 2009 roku jest Etiopczyk Kenenisa Bekele.

## Terminarz
| Data        | Godzina |       |
| ----------- | ------- | ----- |
| 28 sierpnia | 19:30   | Finał |

## Rekordy
Tabela prezentuje rekord świata, rekordy poszczególnych kontynentów, mistrzostw świata, a także najlepszy rezultat na świecie w sezonie 2011 przed rozpoczęciem mistrzostw.
|                                                | Zawodnik              | Wynik    | Miejsce         | Data                  |
| ---------------------------------------------- | --------------------- | -------- | --------------- | --------------------- |
| Rekord świata                                  | Kenenisa Bekele       | 26:17,53 | Bruksela        | 26 sierpnia 2005(dts) |
| Listy światowe                                 | Mohamed Farah         | 26:46,57 | Eugene          | 3 czerwca 2011(dts)   |
| Rekord mistrzostw świata                       | Kenenisa Bekele       | 26:46,31 | Berlin          | 17 sierpnia 2009(dts) |
| Rekord Afryki                                  | Kenenisa Bekele       | 26:17,53 | Bruksela        | 26 sierpnia 2005(dts) |
| Rekord Azji                                    | Ahmad Hassan Abdullah | 26:38,76 | Bruksela        | 5 września 2003(dts)  |
| Rekord Ameryki Północnej, Środkowej i Karaibów | Arturo Barrios        | 27:08,23 | Berlin Zachodni | 18 sierpnia 1989(dts) |
| Rekord Ameryki Południowej                     | Marílson dos Santos   | 27:28,12 | Neerpelt        | 2 czerwca 2007(dts)   |
| Rekord Europy                                  | Mohamed Farah         | 26:46,57 | Eugene          | 3 czerwca 2011(dts)   |
| Rekord Australii i Oceanii                     | Ben St. Lawrence      | 27:24,95 | Palo Alto       | 1 maja 2011(dts)      |

## Rezultaty

### Finał
| Poz. | Zawodnik              | Reprezentacja     | Czas     | Uwagi                     |
| ---- | --------------------- | ----------------- | -------- | ------------------------- |
|      | Ibrahim Jeilan        | Etiopia           | 27:13,81 |                           |
|      | Mohamed Farah         | Wielka Brytania   | 27:14,07 |                           |
|      | Imane Merga           | Etiopia           | 27:19,14 |                           |
| 4    | Zersenay Tadese       | Erytrea           | 27:22,57 |                           |
| 5    | Martin Mathathi       | Kenia             | 27:23,87 |                           |
| 6    | Peter Cheruiyot Kirui | Kenia             | 27:25,63 | Rekord życiowy            |
| 7    | Galen Rupp            | Stany Zjednoczone | 27:26,84 | Najlepszy wynik w sezonie |
| 8    | Sileshi Sihine        | Etiopia           | 27:34,11 |                           |
| 9    | Paul Kipngetich Tanui | Kenia             | 27:54,03 |                           |
| 10   | Matt Tegenkamp        | Stany Zjednoczone | 28:41,62 |                           |
| 11   | Rui Silva             | Portugalia        | 28:48,62 |                           |
| 12   | Daniele Meucci        | Włochy            | 28:50,28 |                           |
| 13   | Stephen Mokoka        | Południowa Afryka | 28:51,97 |                           |
| 14   | Scott Bauhs           | Stany Zjednoczone | 29:03,92 |                           |
| 15   | Yuki Sato             | Japonia           | 29:04,15 |                           |
| 16   | Juan Carlos Romero    | Meksyk            | 29:38,38 |                           |
|      | Ali Hasan Mahboob     | Meksyk            |          | DNF                       |
|      | Bayron Piedra         | Ekwador           |          | DNF                       |
|      | Kenenisa Bekele       | Etiopia           |          | DNF                       |
|      | Teklemariam Medhin    | Erytrea           |          | DNS                       |